# Spetsstjärtad glansstare
Spetsstjärtad glansstare (Lamprotornis acuticaudus) är en fågel i familjen starar inom ordningen tättingar.

## Utseende och läte
Spetsstjärtad glansstare är en slank stare med glittrande grön fjäderdräkt. Karakteristiskt är den kilformade stjärten, men den kan vara svår att se i fält. Ögat är rött hos hanen, orange hos honan. Förutom stjärtformen skiljer den sig från andra liknande arter genom den utdragna kroppsformen och avsaknad av lila eller blått i fjäderdräkten. Sången består av en tjattrande ramsa och lätet är ett stigande "sweeit".

## Utbredning och systematik
Spetsstjärtad glansstare delas in i två underarter:
- Lamprotornis acuticaudus acuticaudus – förekommer från central Angola till Zambia och sydvästra Tanzania
- Lamprotornis acuticaudus ecki – förekommer i norra Namibia och angränsande södra Angola

## Levnadssätt
Spetsstjärtad glansstare är en ovanlig och lokalt förekommande fågel i miombo och skogar med inslag av Baikiaea plurijuga. Den ses vanligen i små flockar.

## Status
Arten har ett stort utbredningsområde och beståndet anses stabilt. Internationella naturvårdsunionen IUCN listar den därför som livskraftig (LC).